# خايمي غوميز فالنسيا
خايمي غوميز فالنسيا (بالإسبانية: Jaime Gómez Valencia)‏ هو لاعب كرة قدم مكسيكي في مركز الوسط، ولد في 17 يوليو 1993 في ولاية كيريتارو في المكسيك. لعب مع أتلاتيكو إيرابواتو.

## وصلات خارجية
- خايمي غوميز فالنسيا على موقع قاعدة بيانات كرة القدم.إي يو (الإنجليزية)
- خايمي غوميز فالنسيا على موقع Soccerway.com (الإنجليزية)
- خايمي غوميز فالنسيا على موقع AS.com (الإسبانية)